# 张子夫
张子夫（英文：Pete Teo，1972年—），生于沙巴州，是一名来自马来西亚的歌手及作曲家。到目前，他已经发出了两张专辑的英文作品：Rustic Living for Urbanites（2003年，Ronan Chris Murphy出版）与Television（2006年，Nick Lee与张子夫出版），两张都以他自建的Redbag Music录音公司品牌发出。如今在吉隆坡住居的张子夫目前被视为该国最署名独立音乐及非主流的歌手兼作曲音乐家。除外，他也当一名“新潮马来西亚影片”演员。

## 唱片列表
- Rustic Living for Urbanites 城市居民的乡村生活(2003)
- Television 电视机 (2006)

## 电影列表
- 雾 "Sanctuary" (2005)
- 丹绒马林有棵树 "A Tree In Tanjung Malim" (2005)
- 念你如昔 "Before We Fall In Love Again" (2006)
- 太阳雨 "Raindogs" (2006)
- "Gubra" (2006) （提供主题曲Who For You?）

## 奖牌
- 2004年：第11届音乐坛颁奖典礼
  - 最佳MV
  - 最佳唱片外套
- 2007年：第14届音乐坛颁奖典礼
  - 最佳MV
  - 最佳唱片外套
  - 最佳英语唱片